# دوزداو
دوزداو (به آلمانی: Düsedau) یک منطقهٔ مسکونی در آلمان است که در استربورگ (آلتمارک) واقع شده‌است. دوزداو ۳۵۳ نفر جمعیت دارد.